# 야와타주쿠역
야와타주쿠역(일본어: 八幡宿駅, やわたじゅくえき)은 일본 지바현 이치하라시에 있는 동일본 여객철도의 철도역이다.

## 역 구조
섬식 1면 2선 구조의 지상역으로, 선상역사를 운영하고 있다. 동일본 여객철도 직영역으로, 고이역이 관리하고 있다. 오전 6시부터 오후 9시까지 초록 창구를 영업하며, 자동 개찰기에서 스이카 및 제휴 교통카드의 사용이 가능하다.

### 승강장
| 1 | ■ 우치보 선 | 소가 · 지바 · 도쿄 방면                                 |
| 2 | ■ 우치보 선 | 고이 · 기사라즈 · 기미쓰 · 다테야마 · 아와카모가와 방면 |

## 역세권 정보
- 이치하라시청 이치하라 출장소
- 이치하라 경찰서
- 데이쿄헤이세이 대학 지바 캠퍼스
- 국도 제16호선
- 국도 제297호

## 역사
- 1912년 3월 18일 - 일본국유철도의 역으로 개업하였다.
- 1987년 4월 1일 - 민영화에 따라 동일본 여객철도의 소속이 되었다.
- 2001년 11월 18일 - 스이카의 사용이 가능해졌다.

## 인접역
| 동일본 여객철도 우치보 선 | 동일본 여객철도 우치보 선       | 동일본 여객철도 우치보 선 |
| ------------------------- | ------------------------------- | ------------------------- |
| 하마노 도쿄 방면          | ■ 소부 쾌속                     | 고이 기미쓰 방면          |
| 하마노 도쿄 방면          | ■ 게이요 통근쾌속·쾌속·각역정차 | 고이 기미쓰 방면          |
| 하마노 소가 방면          | ■ 우치보 선 보통                | 고이 아와카모가와 방면    |